# Liste der Kulturdenkmale in Trappenkamp
In der Liste der Kulturdenkmale in Trappenkamp sind alle Kulturdenkmale der schleswig-holsteinischen Gemeinde Trappenkamp (Kreis Segeberg) aufgelistet (Stand: 10. März 2025).

## Legende
In den Spalten befinden sich folgende Informationen:
- Objekt-ID: die Nummer des Kulturdenkmales
- Lage: die Adresse des Kulturdenkmales und die geographischen Koordinaten. Kartenansicht, um Koordinaten zu setzen. In der Kartenansicht sind Kulturdenkmale ohne Koordinaten mit einem roten Marker dargestellt und können in der Karte gesetzt werden. Kulturdenkmale ohne Bild sind mit einem blauen Marker gekennzeichnet, Kulturdenkmale mit Bild mit einem grünen Marker.
- Offizielle Bezeichnung: Bezeichnung des Kulturdenkmales
- Beschreibung: die Beschreibung des Kulturdenkmales
- Bild: ein Bild des Kulturdenkmales

## Bauliche Anlagen
| Objekt-ID | Lage                                         | Offizielle Bezeichnung                                        | Beschreibung | Bild |
| --------- | -------------------------------------------- | ------------------------------------------------------------- | --- | ---- |
| 50917     | Sudetenplatz 15 (54° 2′ 17″ N, 10° 13′ 7″ O) | Kirche St. Josef mit Sakristei und künstlerischer Ausstattung | Katholische Kirche; 1965/66 als Ersatz für eine Kleinkirche von 1957; künstlerische Ausstattung vom Künstlerehepaar Ruth und Theo M. Landmann, Osnabrück; Buntverglasung sign. H. Bringmann & Sohn Osnabrück; Kirchensaal unter flach geneigtem Grabendach über rechteckigem Grundriss, mit angefügter Sakristei und separatem Glockenturm - Begründung: geschichtlich, künstlerisch, städtebaulich - Schutzumfang: Kath. Kirche St. Josef mit Sakristei und künstlerischer Ausstattung, Glockenturm - Denkmaltyp: Bauliche Anlage | BW   |

## Quelle
- Liste der Kulturdenkmale in Schleswig-Holstein – Kreis Segeberg

- Karte mit allen Koordinaten:
- OSM |
- WikiMap